# L'Éducation de l'oubli
 (mai 2025).
Motif : Absence de sources
- Archive Wikiwix
- Bing
- Cairn
- DuckDuckGo
- E. Universalis
- Gallica
- Google
- G. Books
- G. News
- G. Scholar
- Persée
- Qwant
- (zh) Baidu
- (ru) Yandex
- (wd) trouver des œuvres sur Wikidata

| 1. | Préciser le motif de la pose du bandeau. | Précisez le motif de la pose du bandeau en utilisant la syntaxe suivante : {{admissibilité à vérifier\|date=juillet 2025\|motif=remplacez ce texte par le motif}}                           |
| 2. | Informer les utilisateurs concernés.     | Pensez à avertir le créateur de l'article, par exemple, en insérant le code ci-dessous sur sa page de discussion : {{subst:avertissement admissibilité à vérifier\|L'Éducation de l'oubli}} |

L'Éducation de l'oubli est un roman d'Angelo Rinaldi publié en 1974 aux éditions Denoël.

## Résumé
Un aspirant écrivain quitte une femme influente, sous la coupe de laquelle il vit en Provence, pour retrouver en Corse une mère qu'il n'a pratiquement pas connue. 

## Style
Le style de Rinaldi, caractérisé par le goût classique et les longues phrases, a été comparé à celui de Marcel Proust.

## Extraits
- « – Cinq mois en effet, admit-il. Mais cinq mois pour nous, à Paris, vous comprenez? Là-bas on n'a pas la même notion du temps que la nôtre. Les jours ressemblent aux jours, là-bas. Rien ne les distingue. Je connais des personnes qui n'ont que les enterrements de leurs proches et de leurs amis, pour points de repère dans le passé. » (Folio, p. 205)
- « Derrière la gare, un long bâtiment ocre que j'aurais cru désaffecté si l'on ne m'avait certifié le contraire à la réception, et si, en me penchant à la fenêtre de ma chambre, je n'avais aperçu sur le trottoir un chariot à bagages abandonné contre la porte à volets de bois, qui était fermée. À l'autre extrémité de l'avenue, au-dessus des platanes qui, à cette distance, fondaient leurs feuillages jaunis dans une masse reverdissant avec la tombée du jour, émergeait la cheminée noire et rouge du bateau, qui me rassurait. » (Folio, p. 222)
- « Les vignes dévalaient les côteaux à droite, et en face s'enfonçaient dans l'étroite vallée au pied d'une montagne bosselée à l'aspect rugueux et brunâtre d'une peau de sanglier, où l'incendie, signalé encore par des fumerolles au creux d'une combe, avant laissé de longues traînées de pelade. Si tout ce vert était la propriété de Renata, aucun plombier au monde ne risquait de la ruiner, même s'il trichait sur le devis. » (Folio, p. 299)

## Éditions
- Éditions Denoël, 1974.
- Éditions Gallimard, coll. « Folio » no 989, 1977.